# Devo
Devo (muitas vezes estilizado como DEVO) é uma banda americana de rock de Akron, Ohio, formada em 1973. Sua formação clássica consistia em dois conjuntos de irmãos, os Mothersbaughs (Mark e Bob) e os Casales (Gerald e Bob), junto com Alan Myers. A banda alcançou o 14.º lugar nas paradas da Billboard em 1980 com o single "Whip It", a música que deu popularidade à banda.
A música e a apresentação visual de Devo (incluindo shows e figurinos) misturam temas kitsch de ficção científica, humor surrealista inexpressivo e comentários sociais mordazmente satíricos. O homônimo da banda, a irônica teoria social da "de-evolução", foi um conceito integral em seus primeiros trabalhos, marcados pelo art punk experimental e dissonante que fundia o rock com a eletrônica. Sua produção na década de 1980 abraçou o synth-pop e um estilo mais mainstream e menos conceitual, embora o humor satírico e peculiar da banda permanecesse intacto. Sua música provou ser influente em movimentos subsequentes, particularmente em artistas de new wave, industrial e rock alternativo. A banda (mais entusiasticamente Gerald Casale) também foram pioneiros do formato de videoclipe. 

## História

### 1973–1978: Formação
O nome Devo vem do conceito de "de-evolução" e da ideia da banda de que, em vez de continuar a evoluir, a humanidade começou a regredir, como evidenciado pela disfunção e mentalidade de rebanho da sociedade americana. No final dos anos 1960, essa ideia foi desenvolvida como uma piada pelos estudantes de arte da Universidade de Kent, Gerald Casale e Bob Lewis, que criaram uma série de peças de arte satíricas em uma veia de devolução. Nessa época, Casale também havia se apresentado com a banda local 15-60-75 (The Numbers Band). Eles conheceram Mark Mothersbaugh por volta de 1970, um talentoso tecladista que tocava com a banda Flossy Bobbitt. Mothersbaugh trouxe uma sensação mais humorística para a banda, apresentando-lhes material como o panfleto "Jocko Homo Heavenbound", que inclui uma ilustração de um demônio alado rotulado como "D-EVOLUTION" e mais tarde inspiraria a música "Jocko Homo". A "piada" sobre a de-evolução tornou-se séria após o massacre de Kent State em 4 de maio de 1970. Este evento seria citado várias vezes como o impulso para a formação da banda Devo. Ao longo da carreira da banda, eles sempre foram considerados uma "banda de piadas" pela imprensa musical.
A primeira forma de Devo foi o "Sextet Devo", que se apresentou no festival de artes cênicas Kent State de 1973. Incluía Casale, Lewis e Mothersbaugh, bem como o irmão de Gerald, Bob Casale, na guitarra, e os amigos Rod Reisman e Fred Weber na bateria e na voz, respectivamente. Esta performance foi filmada e um trecho foi posteriormente incluído no lançamento do vídeo caseiro The Complete Truth About De-Evolution. Esta escalação se apresentou apenas uma vez. Devo voltou a se apresentar no Student Governance Center (apresentado com destaque no filme) no Festival de Artes Criativas de 1974 com uma formação que incluía os irmãos Casale, Bob Lewis, Mark Mothersbaugh e Jim Mothersbaugh na bateria.
A banda continuou a se apresentar, geralmente como um quarteto, mas com uma formação fluida, incluindo os irmãos de Mark, Bob Mothersbaugh e Jim Mothersbaugh. Bob tocava guitarra elétrica e Jim fornecia percussão usando um conjunto de bateria eletrônica caseira. Seus dois primeiros videoclipes,"Secret Agent Man" e "Jocko Homo", que apareceram em The Truth About De-Evolution, foram filmados em Akron e Cuyahoga Falls, Ohio, a cidade natal da maioria dos membros. Essa formação do Devo durou até o final de 1975, quando Jim deixou a banda. Lewis às vezes tocava guitarra durante esse período, mas permaneceu principalmente em uma função gerencial. Em shows, Devo costumava se apresentar disfarçado de personagens teatrais, como Booji Boy e o Chinaman. Os shows ao vivo desse período costumavam ser conflituosos e permaneceriam assim até 1977. Uma gravação de uma apresentação inicial do Devo de 1975 com a formação do quarteto aparece no Devo Live: The Mongoloid Years (1992), terminando com os promotores desconectando o equipamento do Devo.
Após a saída de Jim Mothersbaugh, Bob Mothersbaugh encontrou um novo baterista, Alan Myers, que tocava em uma bateria acústica convencional. Casale recrutou seu irmão Bob Casale, e a formação do Devo permaneceu a mesma por quase dez anos.
Devo ganhou alguma fama em 1976 quando seu curta-metragem The Truth About De-Evolution, dirigido por Chuck Statler, ganhou um prêmio no Ann Arbor Film Festival. Isso atraiu a atenção de David Bowie, que começou a trabalhar para conseguir um contrato de gravação para a banda com a Warner Music Group. Em 1977, Devo foi convidado por Neil Young para participar da produção de seu filme Human Highway. Lançado em 1982, o filme apresentava a banda como "lixeiros nucleares". Os membros da banda foram convidados a escrever suas próprias partes e Mark Mothersbaugh compôs e gravou grande parte da trilha sonora, a primeira de muitas.
Em março de 1977, Devo lançou seu primeiro single, "Mongoloid" com "Jocko Homo", cujo lado B veio da trilha sonora de The Truth About De-Evolution, em seu selo independente Booji Boy. Isso foi seguido por um cover dos Rolling Stones "(I Can't Get No) Satisfaction".
Em 1978, o EP B Stiff foi lançado pelo selo independente britânico Stiff, que incluía o single "Be Stiff" mais dois lançamentos anteriores de Booji Boy. "Mechanical Man", uma reprodução estendida de 4 faixas e 7 polegadas (EP) de demos, um aparente bootleg, mas na verdade lançado pela banda, também foi lançado naquele ano.

### 1978–1980: Contrato de gravação,Q: Are We Not Men? A: We Are Devo!, eDuty Now for the Future

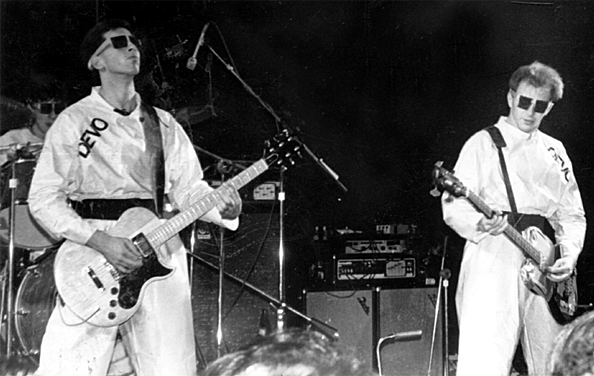
Apresentação ao vivo em Atlanta, Geórgia, 1978: Bob Casale e Gerald Casale

As recomendações de David Bowie e Iggy Pop permitiram que Devo garantisse um contrato de gravação com a Warner Bros. em 1978. Depois que Bowie desistiu do negócio devido a compromissos anteriores, seu primeiro álbum, Q: Are We Not Men? A: We Are Devo! foi produzido por Brian Eno e contou com regravações de seus singles anteriores "Mongoloid" e "(I Can't Get No) Satisfaction". Em 14 de outubro de 1978, Devo ganhou exposição nacional com uma aparição no programa noturno Saturday Night Live, uma semana depois dos Rolling Stones, apresentando "(I Can't Get No) Satisfaction" e "Jocko Homo".
A banda seguiu com Duty Now for the Future em 1979, que levou a banda mais para a instrumentação eletrônica. Embora não tenha tanto sucesso quanto o primeiro álbum, produziu alguns favoritos dos fãs com as canções "Blockhead" e "The Day My Baby Gave Me a Surprize". Bem como um cover do hit de Johnny Rivers "Secret Agent Man". "Secret Agent Man" foi gravado pela primeira vez em 1974 para o primeiro filme de Devo e tocado ao vivo já em 1976. Em 1979, Devo viajou para o Japão pela primeira vez, e um show ao vivo dessa turnê foi parcialmente gravado. Devo apareceu no Concerto de Rock de Don Kirshner em 1979, apresentando "Blockhead", "Secret Agent Man", "Uncontrollable Urge" e "Mongoloid". Ainda em 1979, Rhino, em conjunto com a estação de rádio de Los Angeles KROQ-FM, lançou Devotees, um álbum tributo. Continha um conjunto de covers de canções do Devo intercaladas com interpretações de canções populares no estilo do Devo.
Devo abraçou ativamente a paródia religiosa da Igreja do SubGenius. Em shows, Devo às vezes se apresentava como sua própria banda de abertura, fingindo ser uma banda de soft rock cristã chamada "Dove (the Band of Love)", que é um anagrama de "Devo". Eles apareceram como Dove no filme paródia de televangelismo de 1980, Pray TV.

### 1980–1982: Avanço do mainstream,Freedom of Choice, eNew Traditionalists

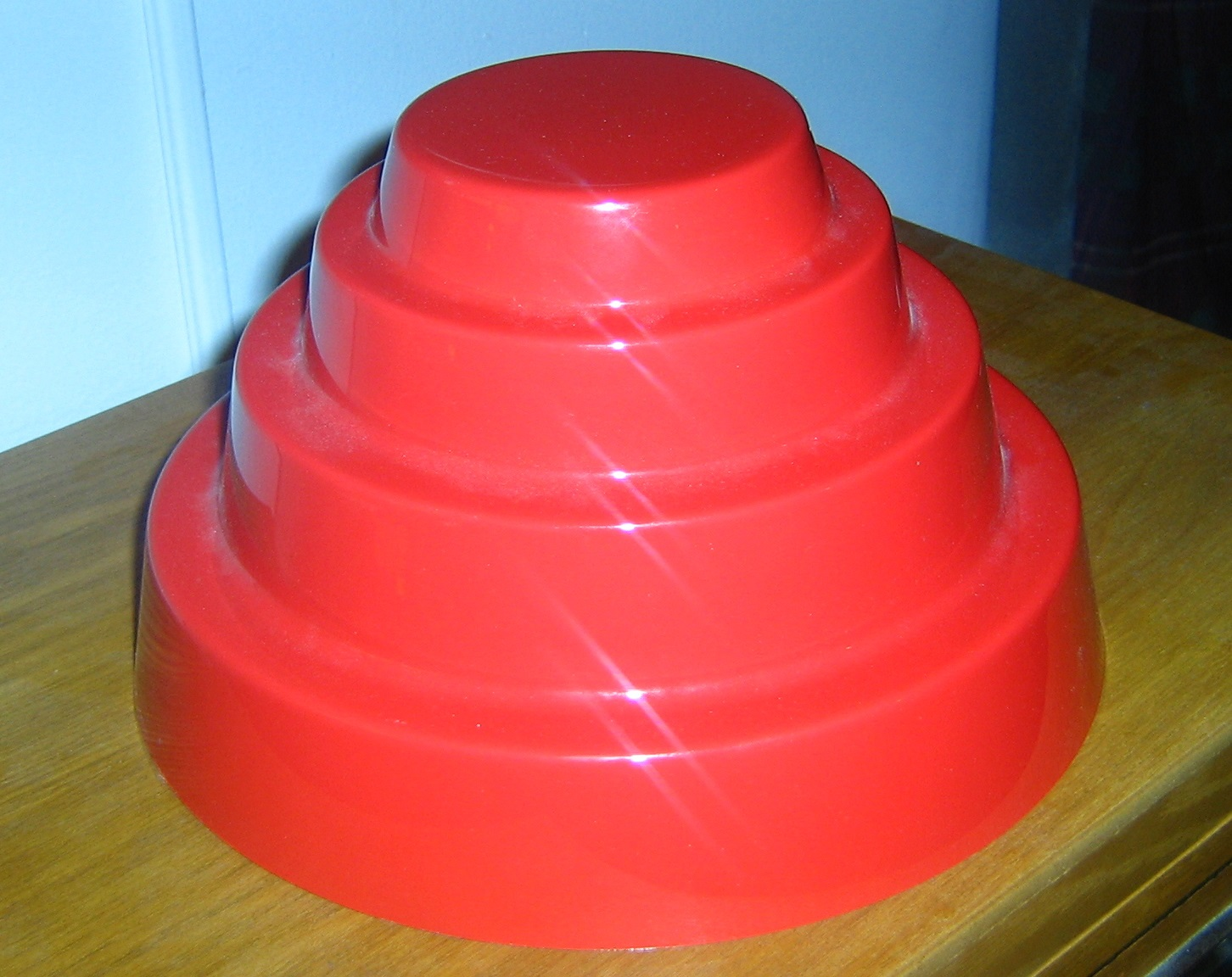
Chapéus vermelhos de cúpula de energia utilizados pela banda

Devo ganhou um novo nível de visibilidade com o Freedom of Choice de 1980. Este álbum incluiu seu hit mais conhecido, "Whip It", que rapidamente se tornou um hit no Top 40. O álbum mudou para um som quase totalmente eletrônico, com exceção da bateria acústica e da guitarra de Bob Mothersbaugh. A turnê de Freedom of Choice foi ambiciosa para a banda, incluindo datas no Japão, Reino Unido, França, Alemanha, Itália, Holanda e Canadá. A banda usou um cenário minimalista, incluindo grandes caixas de luz personalizadas que podiam ser colocadas nas costas para formar um segundo palco menor durante a segunda metade do cenário. Outras canções populares de Freedom of Choice foram "Girl U Want", a faixa-título, e "Gates of Steel". A banda lançou videoclipes populares para "Whip It" e "Girl U Want". Devo fez duas aparições no programa de TV Fridays em 1980, bem como no Rock Concert de Don Kirshner, American Bandstand e outros shows. Os membros da banda costumavam usar chapéus vermelhos com cúpula de energia como parte de sua roupa de palco. A cúpula foi usada pela primeira vez durante a campanha Freedom of Choice da banda em 1980. Ele reapareceu nas turnês de 1981, 1982 e 1988, bem como na maioria de suas apresentações desde 1997. Devo também gravou dois álbuns de suas próprias canções como música de elevador para seu fã-clube, Club Devo, lançado em fita cassete em 1981 e 1984. Posteriormente, foram relançados no álbum EZ Listening Disc (1987), com todas as canções originais do Club Devo, exceto duas. Essas canções costumavam ser tocadas como house music antes dos shows do Devo.
Em agosto de 1981, o EP DEV-O Live da banda passou três semanas no topo das paradas australianas. Em 1982, eles fizeram uma turnê pela Austrália e apareceram no programa de TV Countdown. Devo desfrutou de popularidade contínua na Austrália, onde o programa de TV pop dos anos 1970-1980, Countdown, foi um dos primeiros programas do mundo a transmitir seus videoclipes. Eles receberam suporte de rádio consistente da estação de rock não comercial de Sydney Double Jay (2JJ) e da estação comunitária independente de Brisbane Triple Zed (4ZZZ), duas das primeiras estações de rock fora da América a tocar suas gravações. O programa de música noturno Nightmoves foi ao ar The Truth About De-Evolution.
Em 1981, Devo contribuiu com um cover de "Working in the Coal Mine", gravado durante as sessões de Freedom of Choice, para o filme Heavy Metal. Eles ofereceram a música para ser usada no filme quando a Warner Bros. se recusou a incluí-la no álbum. A Warner então o incluiu como um single bônus independente acompanhando seu lançamento de 1981, New Traditionalists. Para este álbum, Devo usou autodenominados "uniformes de escoteiros utópicos" encimados por uma "Nova Pompa Tradicionalista" - uma meia peruca de plástico modelada no penteado de John F. Kennedy. Entre os singles do álbum estava "Through Being Cool", escrita como uma reação à fama recém-descoberta de "Whip It" e vista como uma resposta aos novos fãs que interpretaram mal a mensagem por trás do hit. A turnê que acompanha o álbum apresentou a banda realizando um show físico intenso com esteiras e um grande templo grego. Nesse mesmo ano, eles serviram como banda de apoio de Toni Basil no Word of Mouth, seu álbum de estreia, que incluía versões de três canções do Devo, gravadas com o vocalista principal de Basil.

### 1982–1987:Oh, No! It's Devo,Shout, e a saída de Myers
Oh, No! It's Devo seguido em 1982. Produzido por Roy Thomas Baker, o álbum apresentava um som mais voltado para o synth-pop do que seus antecessores. De acordo com Gerald Casale, o som do álbum foi inspirado por críticos que os descrevem alternadamente como "fascistas" e "palhaços". A turnê do álbum contou com a banda apresentando sete canções em frente a uma tela de projeção traseira de 3,6 metros de altura com vídeo sincronizado, uma imagem recriada usando efeitos de tela azul nos videoclipes que acompanham o álbum. Devo também contribuiu com duas canções, "Theme from Doctor Detroit" e "Luv-Luv", para o filme de Dan Aykroyd, Doctor Detroit, de 1983, e produziu um videoclipe para "Theme from Doctor Detroit", apresentando clipes do filme intercalados com live-action.
O sexto álbum de estúdio da banda, Shout (1984), que apresentava uso extensivo do sintetizador de amostragem digital Fairlight CMI, foi mal recebido, e o caro videoclipe que eles produziram para o cover de "Are You Experienced" do Jimi Hendrix Experience foi criticado por alguns como sendo "desrespeitoso", o que levou a Warner Bros. a comprar o restante do contrato de Devo. Pouco tempo depois, Myers deixou a banda, alegando insatisfação criativa.
Nesse ínterim, Mark Mothersbaugh começou a compor músicas para o programa de TV Pee-wee's Playhouse e lançou uma fita cassete solo elaboradamente embalada, Musik for Insomniaks, que mais tarde foi expandida e lançada em dois CDs em 1988.

### 1987–1991:Total Devo,Smooth Noodle Mapse separação
Em 1987, Devo se reformou com o ex-baterista do Sparks, David Kendrick, para substituir Myers. Seu primeiro projeto foi a trilha sonora do filme de terror Slaughterhouse Rock (1988), estrelado por Toni Basil. A banda lançou o álbum Total Devo em 1988, pela Enigma Records. Este álbum incluiu duas canções usadas na trilha sonora de Slaughterhouse Rock. A música "Baby Doll" foi usada naquele mesmo ano no filme de comédia Tapeheads, com letras suecas recém-gravadas, e foi creditada (e mostrada em um videoclipe por) uma banda sueca fictícia chamada Cube-Squared. Devo seguiu com uma turnê mundial e lançou o álbum ao vivo Now It Can Be Told: Devo at the Palace em 1989. No entanto, Total Devo não foi um sucesso comercial e recebeu críticas negativas.
Em 1989, os membros do Devo se envolveram no projeto Visiting Kids, lançando um EP autointitulado pelo selo New Rose em 1990. A banda apresentava a então esposa de Mark, Nancye Ferguson, bem como David Kendrick, Bob Mothersbaugh e a filha de Bob, Alex Mothersbaugh. Seu álbum foi produzido por Bob Casale e Mark Mothersbaugh, e Mark também co-escreveu algumas das canções. Visiting Kids apareceu na trilha sonora do filme Rockula, bem como em Late Night with David Letterman. Foi filmado um vídeo promocional para a música "Trilobites".
Em 1990, Smooth Noodle Maps, o último álbum de Devo em vinte anos, foi lançado. Também foi um fracasso comercial e de crítica que, junto com seus dois singles "Stuck in a Loop" e "Post Post-Modern Man", foram os esforços mais vendidos de Devo; todos falharam em aparecer nas paradas dos EUA. Devo lançou uma turnê de shows para divulgar o álbum, mas a baixa venda de ingressos e a falência e dissolução da Enigma Records, responsável pela organização e financiamento da turnê, fizeram com que ela fosse cancelada no meio do caminho.
Em 1990, os membros do Devo apareceram no filme The Spirit of '76. Dois álbuns de gravações demo de 1974–1977, Hardcore Devo: Volume One (1990) e Hardcore Devo: Volume Two (1991), foram lançados em Rykodisc, bem como um álbum de primeiras gravações ao vivo, Devo Live: The Mongoloid Years (1992).
A banda fez um show final em março de 1991 antes de se separar. Em uma entrevista com Mark Mothersbaugh sobre seu jogo de computador Devo Presents Adventures of the Smart Patrol de 1996, ele explicou: "Por volta de 88, 89, 90 talvez, fizemos nossa última turnê na Europa, e foi meio que naquele ponto, Estávamos assistindo This Is Spinal Tap no ônibus e dissemos: 'Oh meu Deus, essa é a nossa vida.' E nós apenas dissemos, 'As coisas têm que mudar.' Então nós meio que concordamos que não faríamos mais shows ao vivo."

### 1991–1996: Hiato
Após a separação, Mark Mothersbaugh fundou a Mutato Muzika, um estúdio de produção musical comercial, junto com Bob Mothersbaugh e Bob Casale. Mothersbaugh pretendia seguir carreira como compositor, e este último trabalhava como engenheiro de áudio. Mothersbaugh teve um sucesso considerável escrevendo e produzindo música para programas de televisão, incluindo Pee-wee's Playhouse e Rugrats, videogames, desenhos animados e filmes, onde trabalhou ao lado do diretor Wes Anderson. David Kendrick também trabalhou na Mutato por um período durante o início dos anos 1990. Gerald Casale começou uma carreira como diretor de videoclipes e comerciais, trabalhando com bandas como Rush, Soundgarden, Silverchair e Foo Fighters. Após a dissolução do Devo, Bob Mothersbaugh tentou iniciar uma carreira solo com The Bob I Band, gravando um álbum que nunca foi lançado. As fitas para isso agora estão perdidas, embora exista uma gravação pirata da banda em um show e possa ser obtida através do agregador de piratas Booji Boy's Basement.
Embora eles não tenham lançado nenhum álbum de estúdio durante esse período, Devo se reuniu esporadicamente para gravar uma série de canções para vários filmes e compilações, incluindo uma nova gravação de "Girl U Want" na trilha sonora do filme Tank Girl de 1995  e um cover do hit "Head Like a Hole" do Nine Inch Nails para a versão norte-americana de 1996 do filme Supercop.

### 1996–2007: Reunião
Em janeiro de 1996, Devo realizou um concerto de reunião no Sundance Film Festival em Park City, Utah. A banda se apresentou em parte da turnê Lollapalooza de 1996 no rotativo Mystery Spot. Nessas turnês e na maioria das turnês subsequentes, Devo executou um set-list composto principalmente de material entre 1978 e 1982, ignorando o material da era da Enigma Records. Também em 1996, a Devo lançou um jogo multimídia de aventura em CD-ROM, Adventures of the Smart Patrol with Inscape. O jogo não foi um sucesso, mas a turnê Lollapalooza foi bem recebida para permitir que Devo voltasse em 1997 como atração principal. Devo se apresentou esporadicamente de 1997 em diante.
Em 1999, os outtakes do álbum Oh, No! It's Devo "Faster and Faster" e "One Dumb Thing", bem como o outtake da era Shout "Modern Life", foram restaurados, concluídos e usados no videogame Interestadual '82, desenvolvido pela Activision e lançado. Também naquele ano, Mothersbaugh iniciou o projeto paralelo Devo The Wipeouters, depois de sua banda no colégio, apresentando-se (teclados, órgão), Bob Mothersbaugh (guitarra), Bob Casale (guitarra), e o compositor do Mutato Muzika, Josh Mancell (bateria). Os Wipeouters interpretaram a música tema da série animada da Nickelodeon Rocket Power e, em 2001, lançaram um álbum de surf rock, intitulado P'Twaaang! ! ! .
Na mesma época, o fandom online de Devo continuou a crescer, levando ao 'Devotional', uma convenção de fãs de Devo realizada anualmente em Cleveland, Ohio. O festival foi realizado mais recentemente em setembro de 2022.
Em 2005, Devo gravou uma nova versão de "Whip It" para ser usada em comerciais de televisão da Swiffer, uma decisão da qual eles disseram se arrepender. Durante uma entrevista com o Dallas Observer, Gerald Casale disse: "É apenas esteticamente ofensivo. Tem tudo o que um comercial que desanima as pessoas tem."  A música "Beautiful World" também foi usada de forma regravada para um anúncio das lojas Target. Devido a problemas de direitos com seu catálogo anterior, Devo regravou canções para filmes e anúncios.

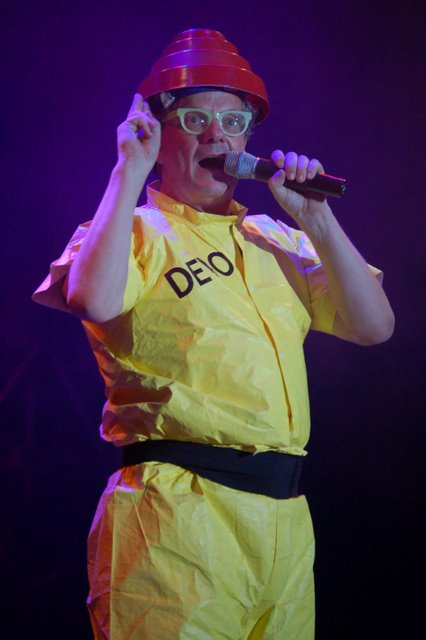
Mark Mothersbaugh tocando ao vivo com Devo no Festival Internacional de Benicàssim.

Em 2005, Gerald Casale anunciou seu projeto "solo", Jihad Jerry & the Evildoers (os Evildoers, incluindo os outros membros do Devo), e lançou o primeiro EP, Army Girls Gone Wild em 2006. Um álbum completo, Mine Is Not a Holy War, foi lançado em 12 de setembro de 2006, após um atraso de vários meses. Apresentava principalmente material novo, além de regravações de quatro canções obscuras do Devo: "I Need a Chick" e "I Been Refused" (de Hardcore Devo: Volume Two), "Find Out" (que apareceu no single e EP de "Peek-a-Boo!" em 1982) e "Beehive" (que foi gravada pela banda em 1974, quando aparentemente foi abandonada, com exceção de uma aparição em um show especial em 2001). Devo continuou a fazer turnês ativamente em 2005 e 2006, revelando um novo show no palco em outubro de 2006, com o personagem Jihad Jerry apresentando "Beautiful World" como bis.
Também em 2006, Devo trabalhou em um projeto com a Disney conhecido como Devo 2.0. Uma banda de artistas infantis foi montada e regravou as canções do Devo. Uma citação do Akron Beacon Journal afirmou: "Devo terminou recentemente um novo projeto em conluio com a Disney chamado Devo 2.0, que apresenta a banda tocando músicas antigas e duas novas com vocais fornecidos por crianças. Seu álbum de estreia, um combo de CD/DVD de dois discos intitulado DEV2.0, foi lançado em 14 de março de 2006. As letras de algumas das canções foram alteradas para uma reprodução familiar, o que a banda afirmou ser uma brincadeira com a ironia das mensagens de seus sucessos clássicos." 
Em uma entrevista em abril de 2007, Gerald Casale mencionou um projeto provisório para um filme biográfico sobre os primeiros dias de Devo. Segundo Casale, um roteiro supostamente estava em desenvolvimento, chamado The Beginning Was the End. Devo fez sua primeira turnê europeia desde 1990 no verão de 2007, incluindo uma apresentação no Festival Internacional de Benicàssim.

### 2007–2013:Something for Everybody
Em dezembro de 2007, Devo lançou seu primeiro novo single desde 1990, "Watch Us Work It", que apareceu em um comercial da Dell. A música apresenta uma amostra de bateria da música "The Super Thing" dos New Traditionalists. Casale disse que a música foi escolhida de um lote em que a banda estava trabalhando e que foi o mais próximo que a banda esteve de lançar um novo álbum.

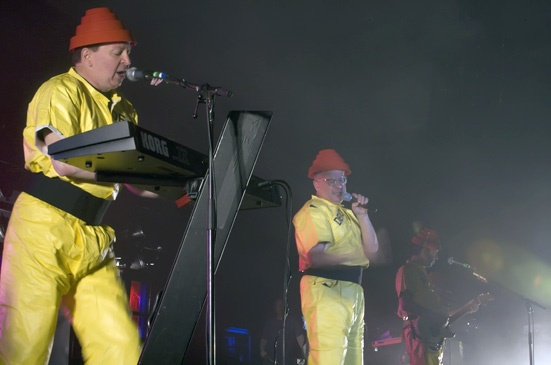
Devo se apresentando ao vivo no Festival Hall, em Melbourne, Austrália, 2008: Casale and Mothersbaugh.

Devo se apresentou no festival South by Southwest (SXSW) em março de 2009, revelando um novo show com cenários de vídeo sincronizados (semelhante à turnê de 1982), novos figurinos e três novas canções: "Don't Shoot, I'm a Man!",  "What We Do", e "Fresh". Em 16 de setembro, Warner Bros. e Devo anunciaram relançamentos de Q: Are We Not Men? A: We Are Devo! e Freedom of Choice, bem como uma turnê subsequente, onde apresentariam os dois álbuns na íntegra.
Um novo álbum, Something for Everybody, foi finalmente lançado em 15 de junho de 2010, precedido por um single de 12 polegadas de "Fresh"/"What We Do". Devo foi premiado com o primeiro Moog Innovator Award em 29 de outubro, durante o Moogfest 2010 em Asheville, Carolina do Norte. Diz-se que o Moog Innovator Award celebra "artistas pioneiros cujo trabalho que desafia o gênero exemplifica o espírito ousado e inovador de Bob Moog". Devo estava programado para se apresentar no Moogfest, mas Bob Mothersbaugh machucou gravemente a mão três dias antes, e a banda foi forçada a cancelar. Mark Mothersbaugh e Gerald Casale colaboraram com a banda Octopus Project, de Austin, para apresentar "Girl U Want" e "Beautiful World" no evento.
A banda se separou da Warner Bros em 2012 e lançou um novo site "pós-Warner Brothers" que ofereceria "novos equipamentos de proteção" e "material inédito dos arquivos em formato de disco de vinil". Em agosto daquele ano, a banda lançou um single chamado "Don't Roof Rack Me, Bro (Seamus Unleashed)", dedicado ao ex-cão de estimação do candidato presidencial do Partido Republicano Mitt Romney, Seamus. O título refere-se ao incidente do cachorro Mitt Romney em 1983, quando Romney viajou doze horas com o cachorro em uma caixa no bagageiro do teto de seu carro.
Em 24 de junho de 2013, o ex-baterista do grupo, Alan Myers, morreu de câncer de estômago  em Los Angeles, Califórnia. Ele tinha 58 anos. Os noticiários da época de sua morte citaram incorretamente o câncer no cérebro como a causa. Um mês depois, Devo lançou seu álbum Something Else for Everybody, que coletou "demonstrações inéditas e rejeições do grupo" de 2006–2009. Gerald Casale já havia demonstrado o álbum em uma entrevista de 2012 para a revista Billboard.

### 2014: Hardcore Devo Tour, morte de Bob Casale
Em 17 de fevereiro de 2014, o membro fundador Bob Casale morreu de insuficiência cardíaca aos 61 anos. Pouco depois, o grupo, um quarteto pela primeira vez em 38 anos, embarcou em sua Hardcore Devo Tour, uma turnê de dez shows pelos Estados Unidos e Canadá entre 18 de junho e 2 de julho de 2014. A turnê focou no material que o grupo havia escrito antes do lançamento de seu primeiro álbum, que foi escrito em grande parte quando o grupo era um quarteto. A receita parcial dos dez shows foi para sustentar a família de Bob Casale após sua morte repentina. O show apresentou o grupo apresentando material escrito durante 1974–1977. O show de 28 de junho em Oakland foi filmado e posteriormente lançado como o filme-concerto Hardcore Devo Live!, lançado em Blu-ray, DVD e Video on Demand em 10 de fevereiro de 2015, acompanhado de lançamentos de áudio em CD e vinil duplo.

### 2014–presente: Fase atual

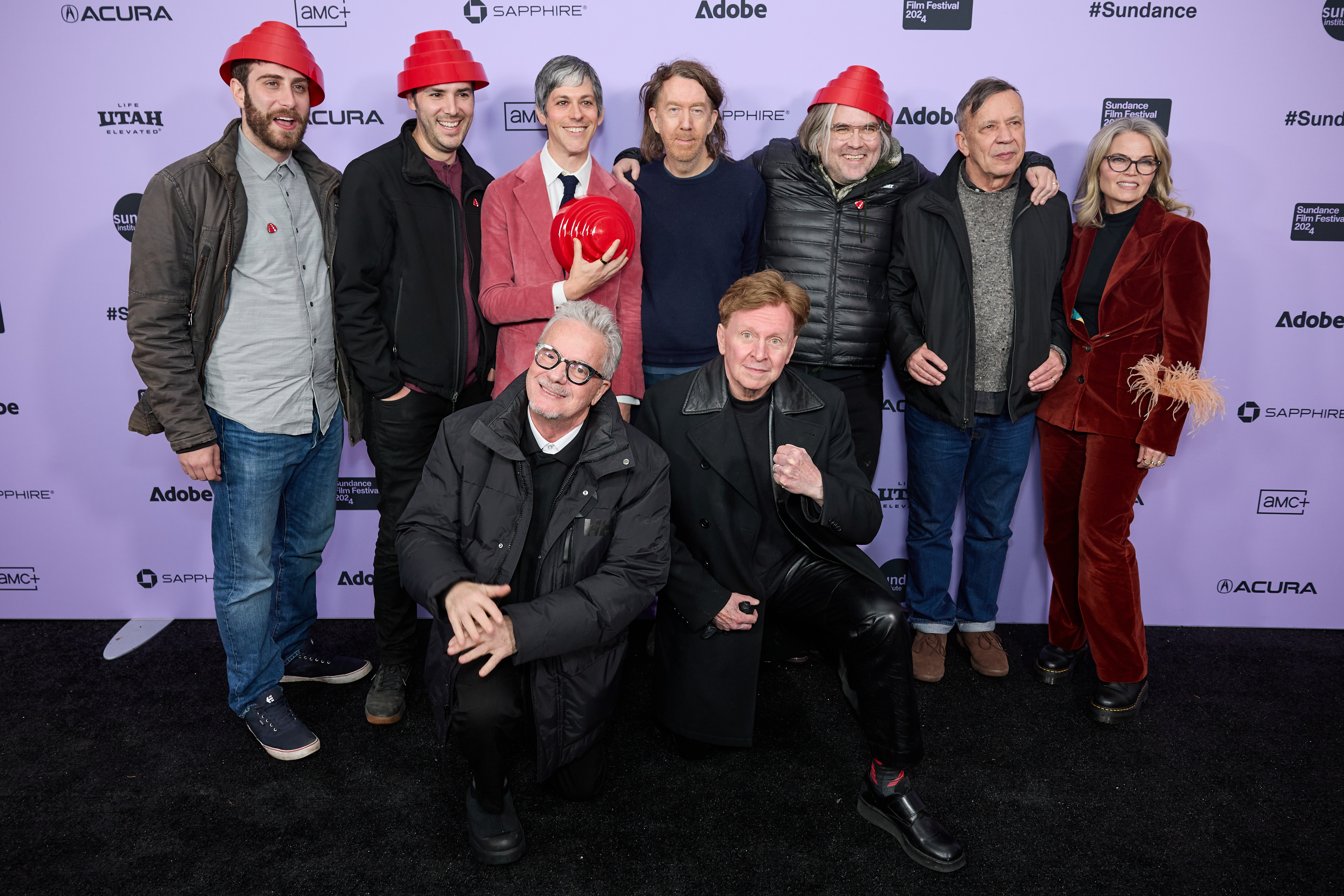
Mark Mothersbaugh (centro à esquerda), Gerald Casale (centro à direita) e Bob Mothersbaugh (segundo à direita) na estreia do documentário sobre a banda no Festival Sundance de Cinema de 2024

Imediatamente após a turnê Hardcore, Devo continuou a fazer uma turnê no estilo 'maiores sucessos'. Josh Hager se juntou à banda nessa época, tocando teclado  e guitarra. Em 29 de abril de 2016, Devo se apresentou no Red Hot Benefit de Will Ferrell e Chad Smith.
Em 22 de maio, Robert Mothersbaugh Sr., pai de Mark, Bob e Jim Mothersbaugh, faleceu. Robert interpretou o General Boy em vários filmes de Devo.
Em 2017, a conta oficial do Twitter para Are We Not Men? documentário, que estava em produção desde 2009, afirmou que "o filme foi finalizado anos atrás" e que "[Mark Mothersbaugh] está bloqueando seu lançamento". Jeff Winner, que foi produtor consultor do documentário Devo, afirmou que ele e o diretor Tony Pemberton  tinha "entregue o filme que foi contratado, e dentro do prazo. Agora está nas mãos da banda decidir quando e como será lançado e distribuído."
Em janeiro de 2021, a Funko lançou dois Devo Funko Pops inspirados nos videoclipes "Whip It" e "Satisfaction" do grupo. Um mês depois, a banda estrelou Devolution: A Devo Theory, um documentário televisivo inteiramente baseado em sua teoria da involução, que havia sido concluído em 2020. Em setembro, Devo realizou uma curta turnê de três datas pelos EUA, incluindo um show no Riot Fest. Essas apresentações marcaram o retorno de Josh Freese na bateria, que não tocava ao vivo com Devo há mais de cinco anos.
Pouco depois, Gerald Casale anunciou o lançamento de uma vodca oficial à base de batata Devo por meio da marca Trust Me Vodka. A embalagem da bebida tinha como tema as imagens de Devo e apresentava obras de arte originais. Foi assinado pelos co-fundadores do grupo Gerald Casale e Mark Mothersbaugh, bem como Bob Mothersbaugh.
Em 24 de outubro de 2021, John Hinckley Jr postou no Twitter que não recebia nenhum royalties pela música "I Desire" de Devo em 35 anos. "I Desire" foi escrita por Mark Mothersbaugh e Gerald Casale para seu álbum de 1982 Oh, No! It's Devo, inspirado em um poema escrito por Hinckley que foi publicado em um tablóide, após sua tentativa de assassinar o então atual presidente Ronald Reagan. Hinckley foi devidamente creditado por suas contribuições por meio de um crédito de co-autoria em todos os lançamentos. Casale alegou que Devo não teve culpa, pois era dever da editora pagá-lo, não da banda.
O Devotional 2021, uma convenção anual para os fãs do Devo, foi realizado de 5 a 6 de novembro, com a corrida anual 5KDEVO ocorrendo no dia 7.  Em 15 de novembro, foi anunciado que Devo faria um show único no Rooftop at Pier 17 em 18 de maio de 2022, a fim de compensar o show cancelado no Radio City Music Hall em setembro de 2021. Os ingressos começaram a ser vendidos no dia 18.
Em dezembro, foi anunciado que imagens raras de Devo apareceriam em um livro de fotografia de rock de 1977–1980 intitulado HARD + FAST, a ser lançado em 1º de fevereiro de 2022. O livro também incluirá um single de 7 polegadas com gravações ao vivo da banda, que também foram lançadas no SoundCloud antes do lançamento do livro. As gravações foram datadas de 1977, mas as apresentações são idênticas às encontradas em um bootleg de audiência gravado em 10 de outubro de 1978.
Devo foi indicado para entrar no Hall da Fama do Rock and Roll em 2018, 2021 e 2022.
Em 14 e 15 de maio de 2022, Devo se apresentou no Cruel World Festival no campo de golfe Rose Bowl's Brookside em Pasadena, Califórnia, seguido três dias depois por sua apresentação no The Rooftop no Pier 17.
Em um artigo de 20 de fevereiro de 2023 do Akron Beacon Journal promovendo o filme Cocaine Bear, Mothersbaugh anunciou que 2023 seria comemorado como o 50º aniversário de Devo e que ele tinha planos de Devo permanecer ativo por mais 50 anos. Ele também afirmou que ele, Gerald Casale e Bob Mothersbaugh estavam todos interessados em fazer uma turnê e, de brincadeira, desejavam que os membros restantes do Devo fossem enterrados em um estacionamento perto do Hall da Fama do Rock and Roll. Duas semanas depois, Devo anunciou que se apresentariam no Eventim Apollo de Londres em 19 de agosto como parte de sua "turnê de despedida". Outras paradas da turnê incluem o Øyafestivalen na Noruega, festival Way Out West na Suécia, Flow Festival na Finlândia e Luna Fest em Portugal, ao longo de agosto de 2023. Em 1º de março, um show no Green Man Festival no País de Gales foi adicionado à turnê.
Em 22 de março, BMG, Fremantle Documentaries e Warner Music Entertainment anunciaram que estariam produzindo e financiando um documentário dirigido por Chris Smith intitulado Devo. De acordo com uma declaração da banda, o filme "explora a evolução de Devo de artistas hippies a art-rockers com uma mensagem, até seu inesperado sucesso mainstream como uma banda de rock de sucesso e os pioneiros da era da MTV". O filme seguirá a carreira do grupo até seu status de "estadistas mais velhos". Smith é conhecido por dirigir American Movie, Fyre,  e produtor executivo Tiger King, o último dos quais foi marcado por Mark Mothersbaugh, com Bob Mothersbaugh co-pontuando sua primeira temporada.
O filme será produzido por Chris Holmes e Anita Greenspan para Mutato Entertainment, e terá produção executiva de William Kennedy, Stuart Souter e Kathy Rivkin Daum para BMG, Mandy Chang para Fremantle, e na Warners, Charlie Cohen para WME e Mark Pinkus. para a Rhino Entretenimento. A partir desses anúncios, o filme havia entrado em produção.
Em abril, os domos de energia de Devo foram apresentados no Museu do Punk Rock de Fat Mike.
No dia 6 de julho, foi confirmado em postagem feita no Instagram do grupo que Jeff Friedl tocaria bateria na turnê de 2023.  Esta turnê seria a última do grupo e quando eles se aposentaram das apresentações ao vivo, a compilação Art Devo 1973–1977 e um documentário seriam lançados. 
No Festival de Cinema de Sundance de 2024, foi estreado um documentário sobre a banda dirigido por Chris Smith. 
Entre 4 e 26 de maio, Devo passou por outra curta turnê pelos EUA, incluindo um show no Andy Warhol Museum  e, ao mesmo tempo, Mothersbaugh lançou um livro de arte intitulado Apotropaic Beatnik Graffiti. Em 5 de junho de 2024, foi lançada uma colaboração entre David Byrne e Devo. A gravação foi uma versão inicial da música "Empire" de Byrne, gravada durante as sessões de seu álbum Feelings de 1997, sete anos antes da música aparecer em seu álbum Grown Backwards. 

## Discografia
- Q: Are We Not Men? A: We Are Devo! (1978)
- Duty Now for the Future (1979)
- Freedom of Choice (1980)
- New Traditionalists (1981)
- Oh, No! It's Devo (1982)
- Shout (1984)
- Total Devo (1988)
- Smooth Noodle Maps (1990)
- Something for Everybody (2010)

## Integrantes

#### Membros atuais
- Gerald Casale – baixo, vocais, baixo sintetizador (1973–1991, 1996–presente)
- Mark Mothersbaugh – vocais, teclados, guitarra (1973–1991, 1996–presente)
- Bob Mothersbaugh – guitarra, vocais (1974–1991, 1996–presente)
- Josh Freese – bateria (1996–presente)
- Josh Hager – guitarra, teclados (2014–presente)

#### Ex-membros
- Bob Casale – guitarra, teclados, backing vocals (1973–1974, 1976–1991, 1996–2014; sua morte)
- Bob Lewis – guitarra (1973–1974)
- Rod Reisman – bateria (1973)[129]
- Fred Weber – vocais (1973)[130]
- Jim Mothersbaugh – percussão eletrônica (1974–1975)
- Alan Myers – bateria (1976–1986; morte 2013)[131]
- David Kendrick – bateria (1987–1991, 1996–2004)[Nota 1]

Membros de turnê
- Neil Taylor – bateria (2008)
- Pete Parada – bateria (2011)
- Brian Applegate – teclado, baixo (2014 Hardcore Tour)
- Alex Casale – baixo (2014 Hardcore Tour)
- Ed Marshall – baixo (2014 Hardcore Tour)
- Fred Armisen – baixo (2018 Burger Boogaloo)
- Jeff Fried – bateria (2008–2014, 2019, 2023)[Nota 2]